# Ingeniero Jacobacci
Ingeniero Jacobacci är en ort i Argentina.   Den ligger i provinsen Río Negro, i den sydvästra delen av landet, 1 200 km sydväst om huvudstaden Buenos Aires. Ingeniero Jacobacci ligger 872 meter över havet och antalet invånare är 5 785.
Terrängen runt Ingeniero Jacobacci är kuperad åt sydost, men åt nordväst är den platt. Trakten runt Ingeniero Jacobacci är nära nog obefolkad, med mindre än två invånare per kvadratkilometer..
Omgivningarna runt Ingeniero Jacobacci är i huvudsak ett öppet busklandskap.